# Týn nad Bečvou
Týn nad Bečvou – miejscowość i gmina (obec) w Czechach, w kraju ołomunieckim, w powiecie Przerów. W 2022 roku liczyła 814 mieszkańców.
Pierwsza historyczna wzmianka o miejscowości pochodzi z 1447 roku. Na górującym nad miejscowością wzniesieniu znajduje się zamek Helfštýn. Odkryto tu też groby z okresu neolitu.